# Alfrēds Hartmanis
Alfrēds Hartmanis (Riga, 1 de novembre de 1881 - Riga, 27 de juliol de 1927) fou un jugador d'escacs letó, que va guanyar el Congrés d'escacs Bàltic el 1913. Durant molts anys Hartmanis va treballar com a professor particular, però en la dècada de 1920 va treballar com a funcionari d'impostos.
El 1900 Hartmanis es va fer membre del club d'escacs de Riga. El 1910 va participar en el fort torneig de Varsòvia, on hi puntuà 9/15 (el campió fou Akiba Rubinstein). El 1912, al torneig d'escacs de totes les Rússies a Vilno Hartmanis hi puntuà 10½/19.
El 1913 Hartmanis va tenir el més gran èxit de la seva carrera, quan va guanyar el VI Congrés d'escacs Bàltic, a Mitau, amb 11½/14 punts. Després de la II Guerra Mundial es va implicar activament en la recuperació de la vida escaquística a Letònia, i va aconseguir bons resultats en torneigs locals. El 1924 va participar en el campionat d'escacs de Letònia i hi acabà quart, rere Hermanis Matisons, Fricis Apšenieks i Kārlis Bētiņš. El 1926, al segon campionat nacional, Hartmanis hi fou cinquè rere Apšenieks, Teodors Bergs, Vladimirs Petrovs i Augusts Strautmanis.